# Jacobus Mattheüs de Kempenaer
Pour les articles homonymes, voir Kempenaer.
Jacobus Mattheüs de Kempenaer, né à Amsterdam le 6 juillet 1793 et mort à Arnhem le 12 février 1870, est un juriste et homme d'État néerlandais.

## Biographie
On a pu le compter parmi les libéraux lors de son entrée à la Seconde Chambre des États généraux. Il faisait partie en 1844 des Negenmannen (« Neuf hommes ») qui furent à l'initiative de la révision démocratique de Constitution. En 1848, il fit partie de la commission chargée de la révision constitutionnelle, présidée par Thorbecke, et en tant que ministre des Affaires intérieures, il a joué un rôle important dans la mise en œuvre de la révision.
Il s'engagea ensuite dans une position plus conservatrice et s'opposa à Thorbecke au Parlement.